# انیوا، هوکایدو
انیوا در استان هوکایدو در کشور ژاپن  واقع شده است  که دارای جمعیت ۶۸٬۶۰۴ نفر و مساحت ۲۹۴٫۸۷ کیلومتر مربع با تراکم جمعیت ۲۳۳  نفر در کیلومترمربع است و در تاریخ ۱ نوامبر ۱۹۷۰ به عنوان شهر شناخته شد.